# Câu lạc bộ bóng đá trong nhà Sanna Khánh Hòa
Câu lạc bộ bóng đá trong nhà Sanna Khánh Hòa là một đội bóng đá trong nhà Việt Nam.Họ đang chơi tại giải bóng đá trong nhà vô địch quốc gia.

## Danh hiệu

### Giải đấu trong nước
- Giải bóng đá trong nhà vô địch quốc gia
  - Vô địch (1): 2015
  - Á quân (3): 2013, 2014, 2016

### Giải đấu quốc tế
- Giải vô địch bóng đá trong nhà các câu lạc bộ châu Á
  - Tứ kết (1): 2016[1]

## Đội hình hiện tại
Ghi chú: Quốc kỳ chỉ đội tuyển quốc gia được xác định rõ trong điều lệ tư cách FIFA. Các cầu thủ có thể giữ hơn một quốc tịch ngoài FIFA.
| Số | VT | Quốc gia | Cầu thủ           |
| -- | -- | -------- | ----------------- |
| 1  | TM | Việt Nam | Nguyễn Đình Ý Hòa |
| 2  | HV | Việt Nam | Nguyễn Trung Nam  |
| 3  | HV | Việt Nam | Lê Phi Thăng      |
| 4  | TV | Việt Nam | Trần Ngọc Tuyên   |
| 5  | HV | Việt Nam | Nguyễn Việt Tân   |
| 6  | TV | Việt Nam | Trần Văn Thành    |
| 7  | TV | Việt Nam | Đặng Phước Hạnh   |
| 8  | HV | Việt Nam | Lê Anh Tuấn       |

| Số | VT | Quốc gia | Cầu thủ           |
| -- | -- | -------- | ----------------- |
| 9  | TĐ | Việt Nam | Nguyễn Đình Thanh |
| 10 | TĐ | Việt Nam | Phan Khắc Chí     |
| 11 | TV | Việt Nam | Nguyễn Quốc Bảo   |
| 12 | TM | Việt Nam | Nguyễn Hoàng Anh  |
| 13 | TM | Việt Nam | Nguyễn Xuân Đức   |
| 14 | TĐ | Việt Nam | Trần Quang Toàn   |